# 鹿角市民歌
「鹿角市民歌」（かづのしみんか）は、日本の秋田県鹿角市が制定した市民歌である。作詞・鎌田亮、補作・作詞選定委員会、作曲・石井歓。

## 解説
1974年（昭和49年）の市制3周年を記念して歌詞を懸賞募集し、市民憲章と合わせて11月3日付で制定された。制定意義は「新しい市民の郷土愛と新市の発展をうたいあげるため」とされており、CBSソニーがコンパクト盤（規格品番：YFSB-11）を製造している。
作詞者の鎌田亮は市内在住の俳人で1999年（平成11年）より『秋田魁新報』の俳壇選者を務め、2008年（平成20年）には鹿角市芸術文化協会から芸術文化特別章を受章した。
鹿角市役所では市民歌の演奏機会について「市表彰式、運動会などで歌われている」とする。市民歌制定から40年周年となる2014年（平成26年）には地元出身の声楽家や市立花輪小学校の児童による斉唱でCDへの新録が行われ、市内の小中学校および公共施設、自治会への配布が行われた。